# Copa Cordoba
La Copa Cordoba, nota come Copa Agco Cordoba per ragioni di sponsorizzazione, è stata un torneo professionistico di tennis giocato su campi in terra rossa a Villa Allende in Argentina, in provincia di Córdoba. Faceva parte dell'ATP Challenger Tour e si sono disputate le sole edizioni del 2012 e 2014.

## Albo d'oro

### Singolare
| Anno | Campione           | Finalista       | Punteggio     |
| ---- | ------------------ | --------------- | ------------- |
| 2014 | Alejandro González | Máximo González | 7–5, 1–6, 6–3 |
| 2013 | Non disputato      | Non disputato   | Non disputato |
| 2012 | Guillaume Rufin    | Javier Martí    | 6–2, 6–3      |

### Doppio
| Anno | Campioni                        | Finalisti                         | Punteggio     |
| ---- | ------------------------------- | --------------------------------- | ------------- |
| 2014 | Marcelo Demoliner Nicolás Jarry | Juan Ignacio Londero Hugo Dellien | 6–3, 7–5      |
| 2013 | Non disputato                   | Non disputato                     | Non disputato |
| 2012 | Facundo Bagnis Diego Junqueira  | Ariel Behar Guillermo Durán       | 6–1, 6–2      |